# Philodromus mississippianus
Philodromus mississippianus este o specie de păianjeni din genul Philodromus, familia Philodromidae, descrisă de Charles Denton Dondale și Redner, 1969. Conform Catalogue of Life specia Philodromus mississippianus nu are subspecii cunoscute.